# باغ بیرم‌آباد
باغ بیرم آباد یکی از باغ‌های زیبا و تاریخی شهر کرمان است. این باغ که در شرق شهر کرمان و در جوار بنای تاریخی تخت درگاه قلی بیگ قرار دارد، توسط بیرام بیگ افشار ساخته شده‌است که در زمان شاه اسماعیل صفوی و از سوی محمدخان استاجلو در سال۹۱۶ هجری قمری به کرمان آمد. قدمت این باغ بیش از ۴قرن است و ۴٫۵ هکتار وسعت دارد و بر اساس وقفنامه موجود، در زمان قاجاریه توسط چهار تن از فرزندان قلی بیک به آستان قدس رضوی واگذار شده‌است. بازسازی این بنا آبان ماه سال ۹۴ آغاز شده‌است.

## نگارخانه

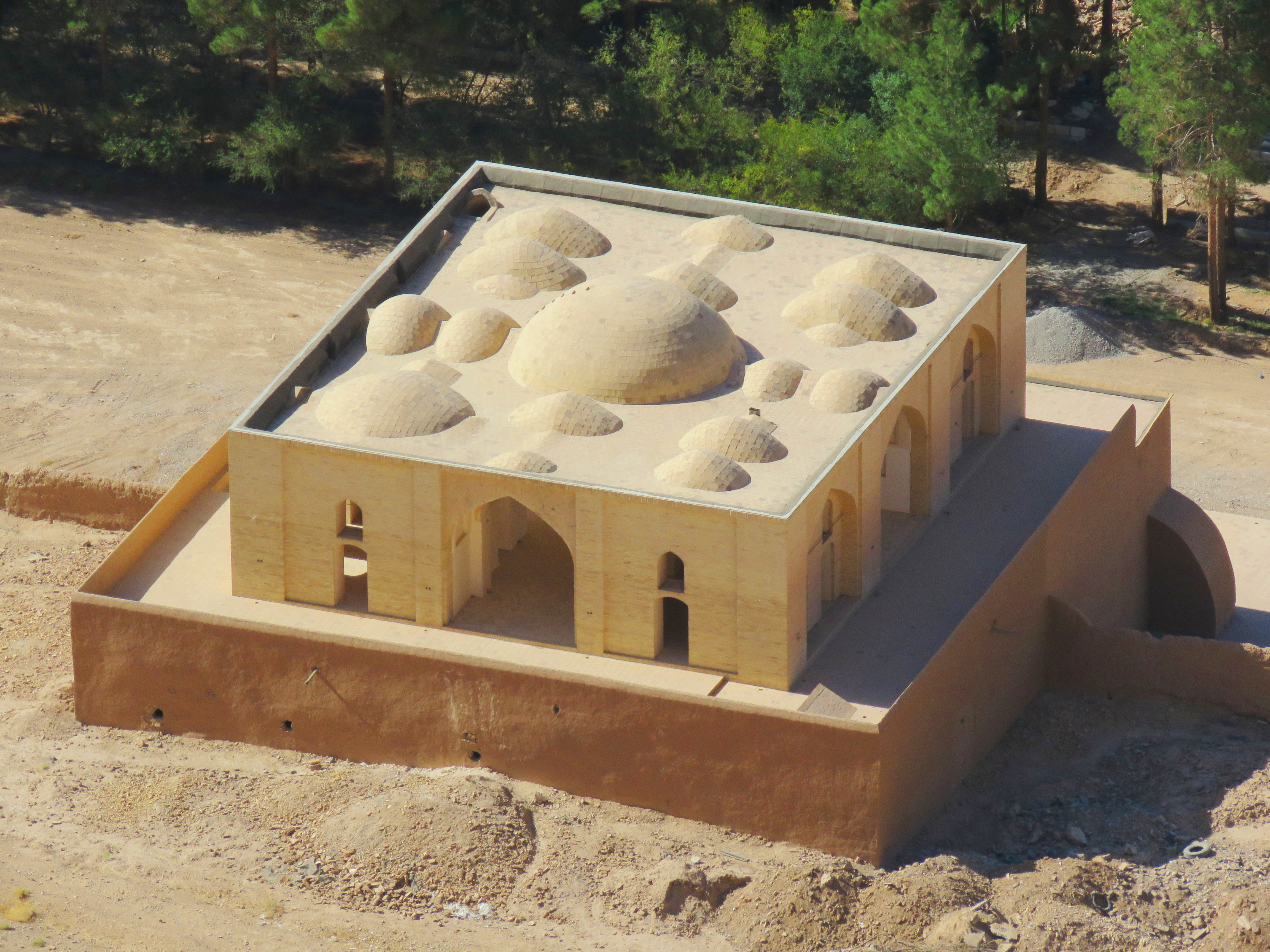
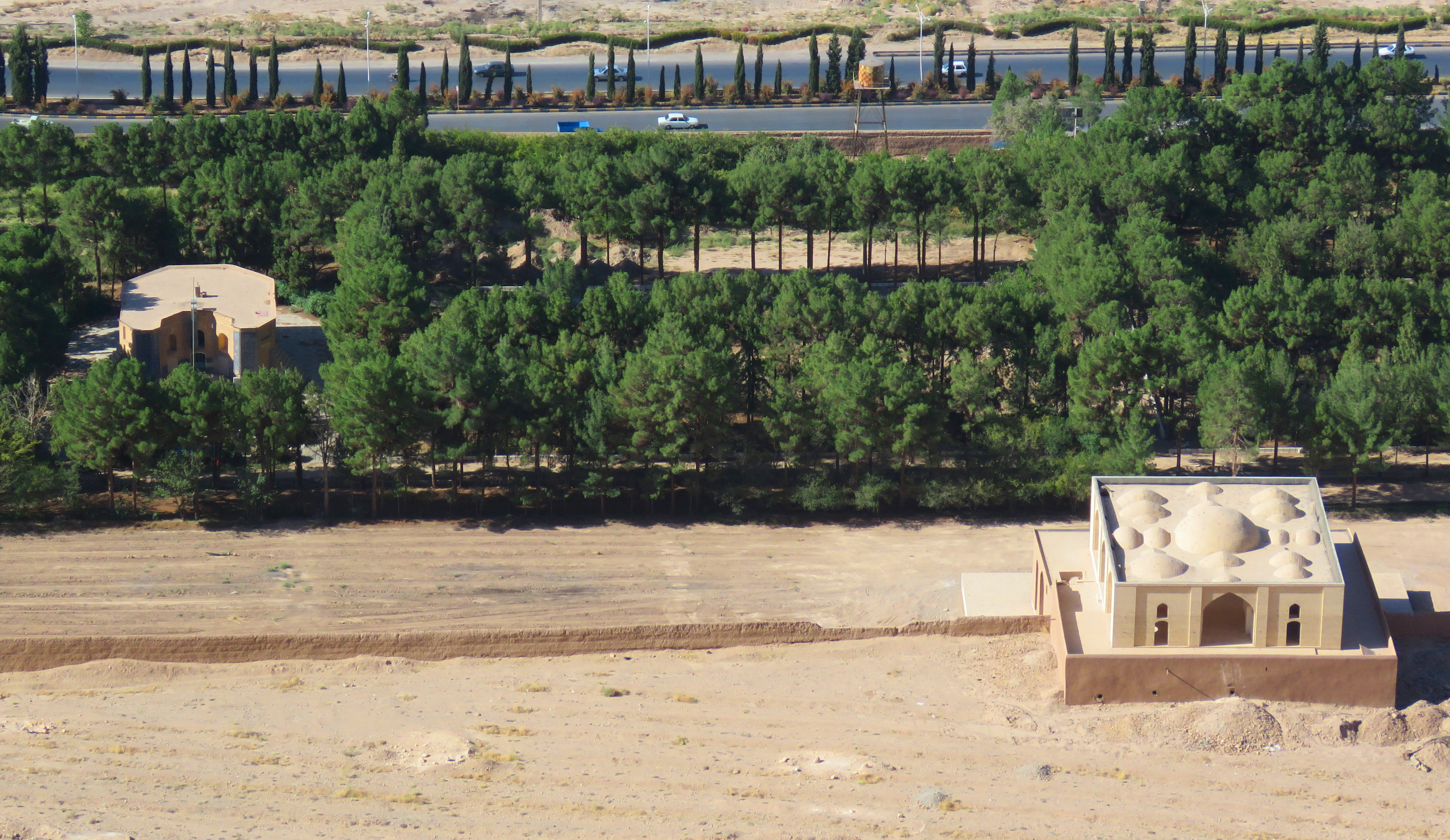
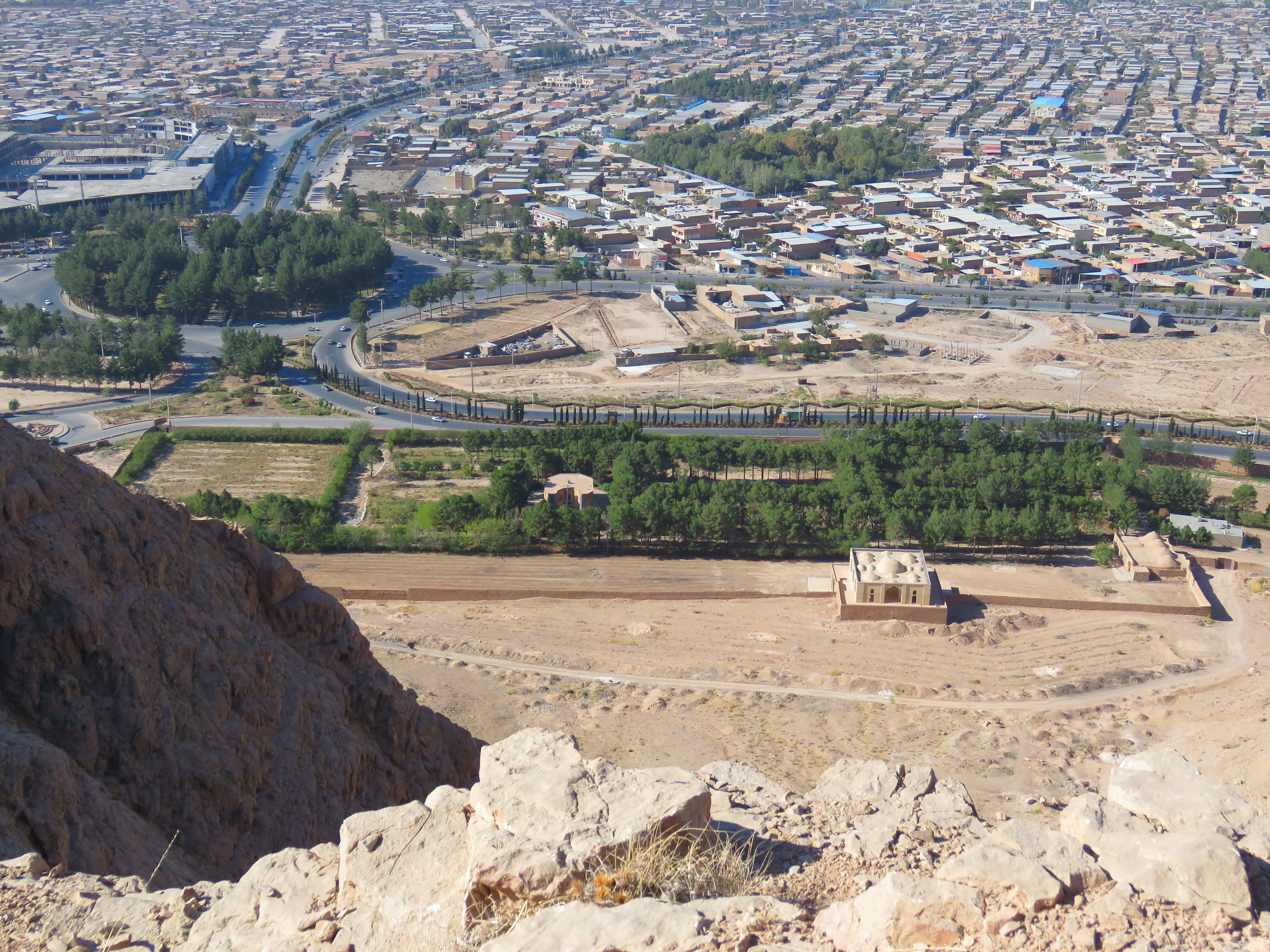
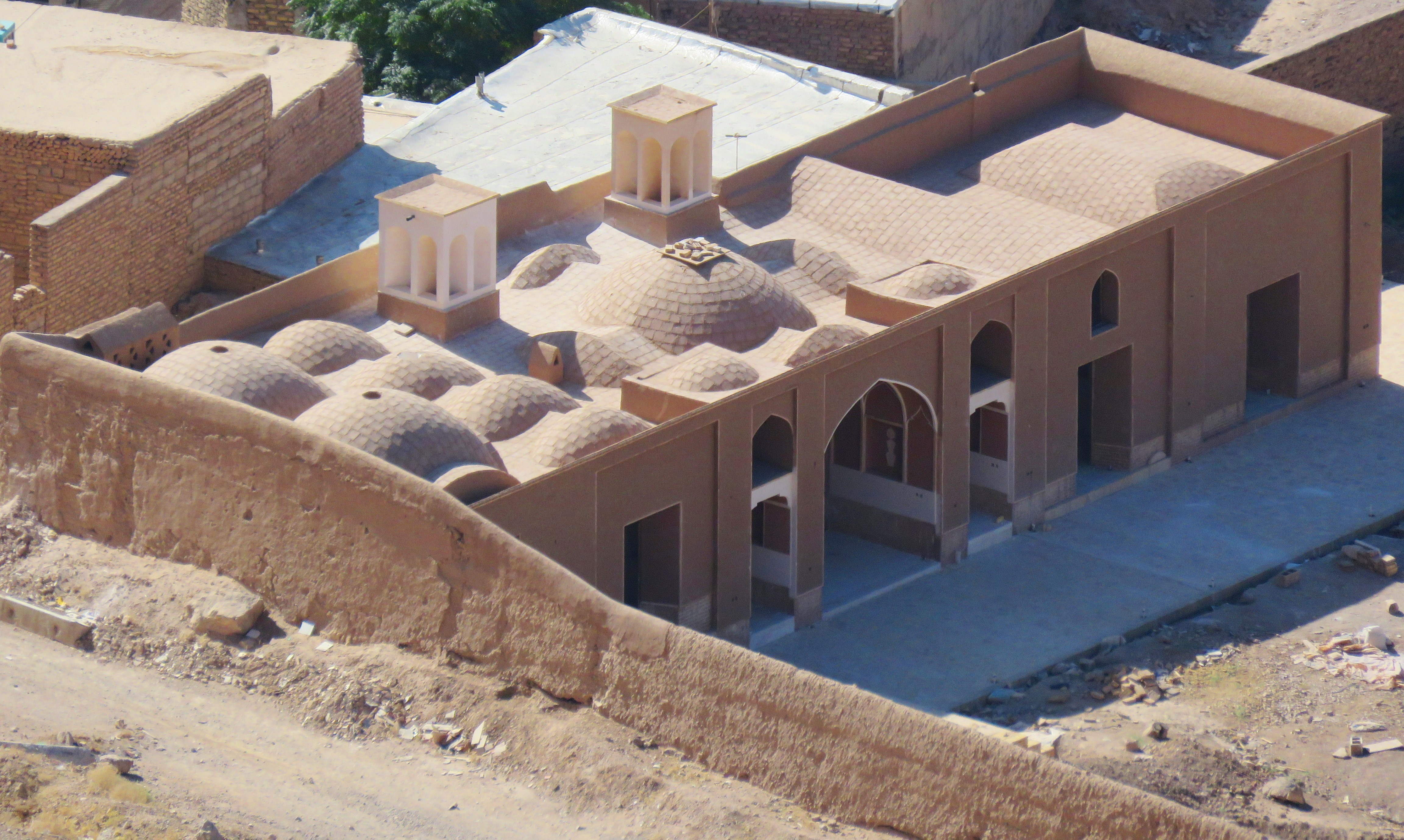